# گلان‌لی
گلان‌لی (به لاتین: Gelanly) یک منطقه مسکونی در جمهوری آذربایجان است که در شهرستان بردع واقع شده است.